# Hofland (Montfoort)
Hofland is een woonwijk in de Utrechtse plaats Montfoort. De naam is afgeleid van het Kasteel Montfoort, ook wel het Hof genoemd. De west- en zuidkant van de wijk grenzen aan Blokland.

## Voorzieningen
In de wijk bevindt zich het Sportpark Hofland, waar v.v. Montfoort en VV MSV '19 hun thuiswedstrijden spelen. Verder bevinden zich hier de basisscholen:
- De Howiblo (Rooms-Katholiek)
- De Hobbitstee (openbaar)
- De Graaf-Jan van Montfoort school (Protestants-Christelijk)
- Het Kompas (Gereformeerd)

## Afbeeldingen

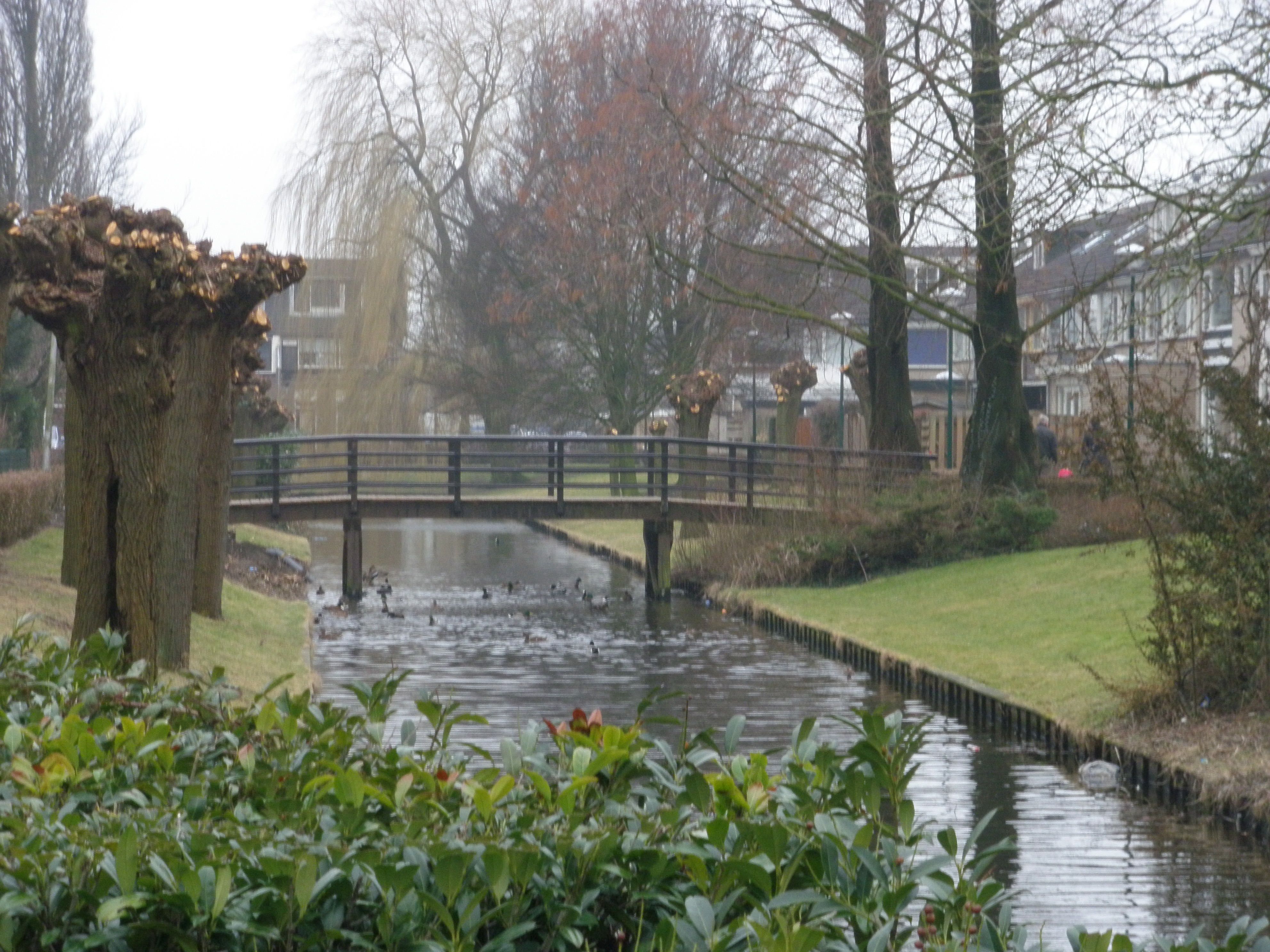
Hofland heeft veel kleine watergangen
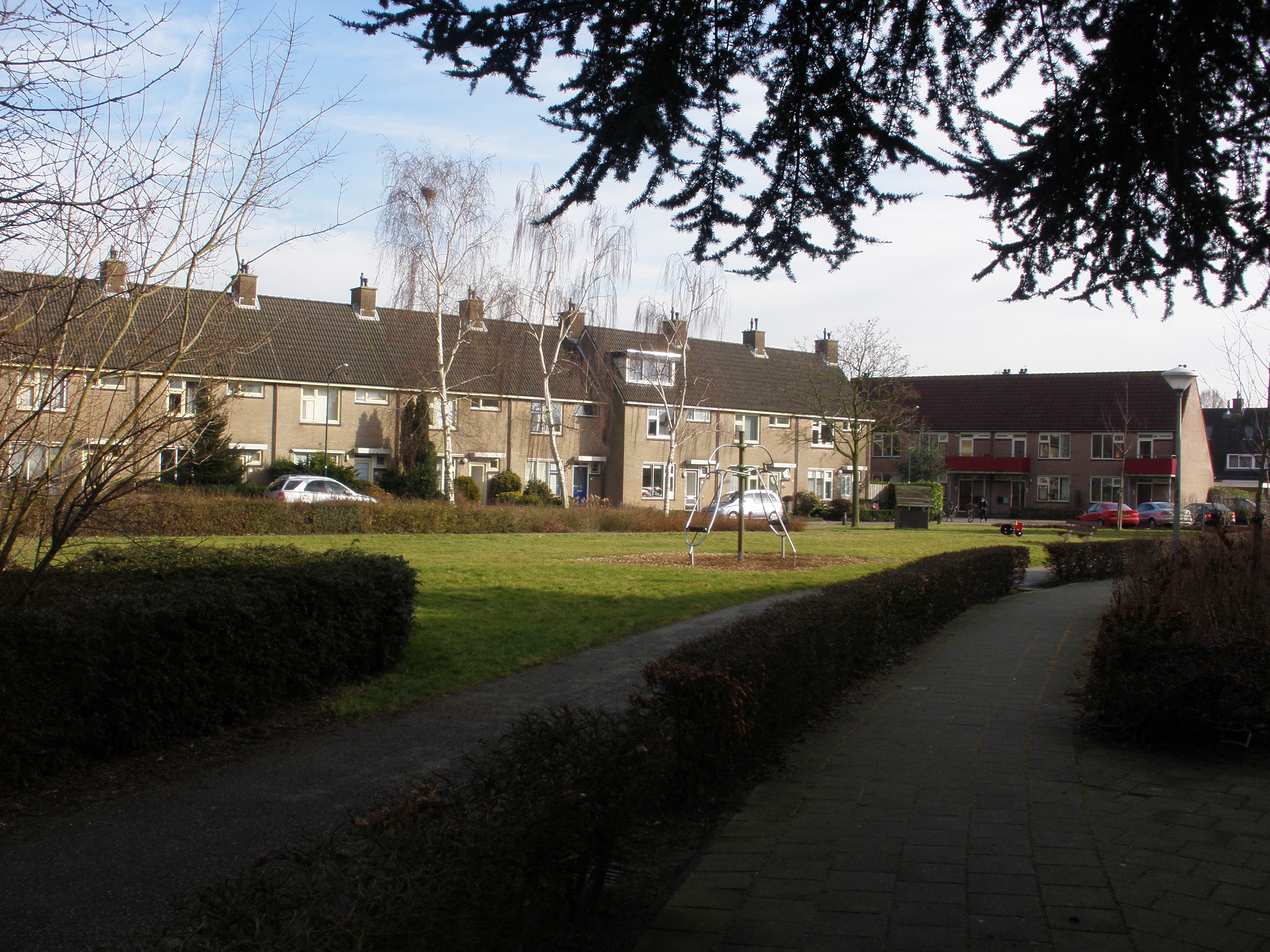
Huizen aan het A.C.M. Muskeijnplantsoen
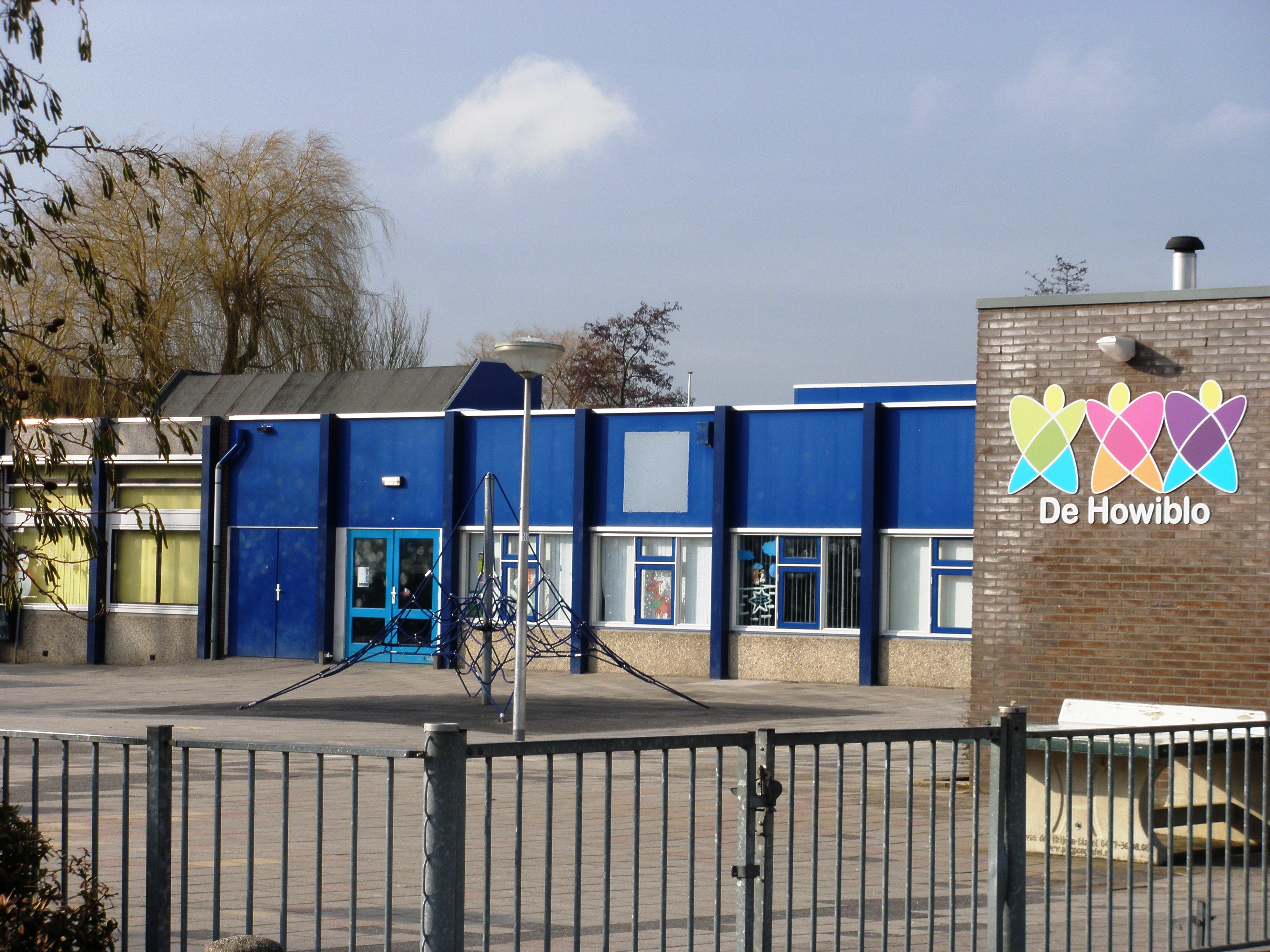
Basisschool Howiblo
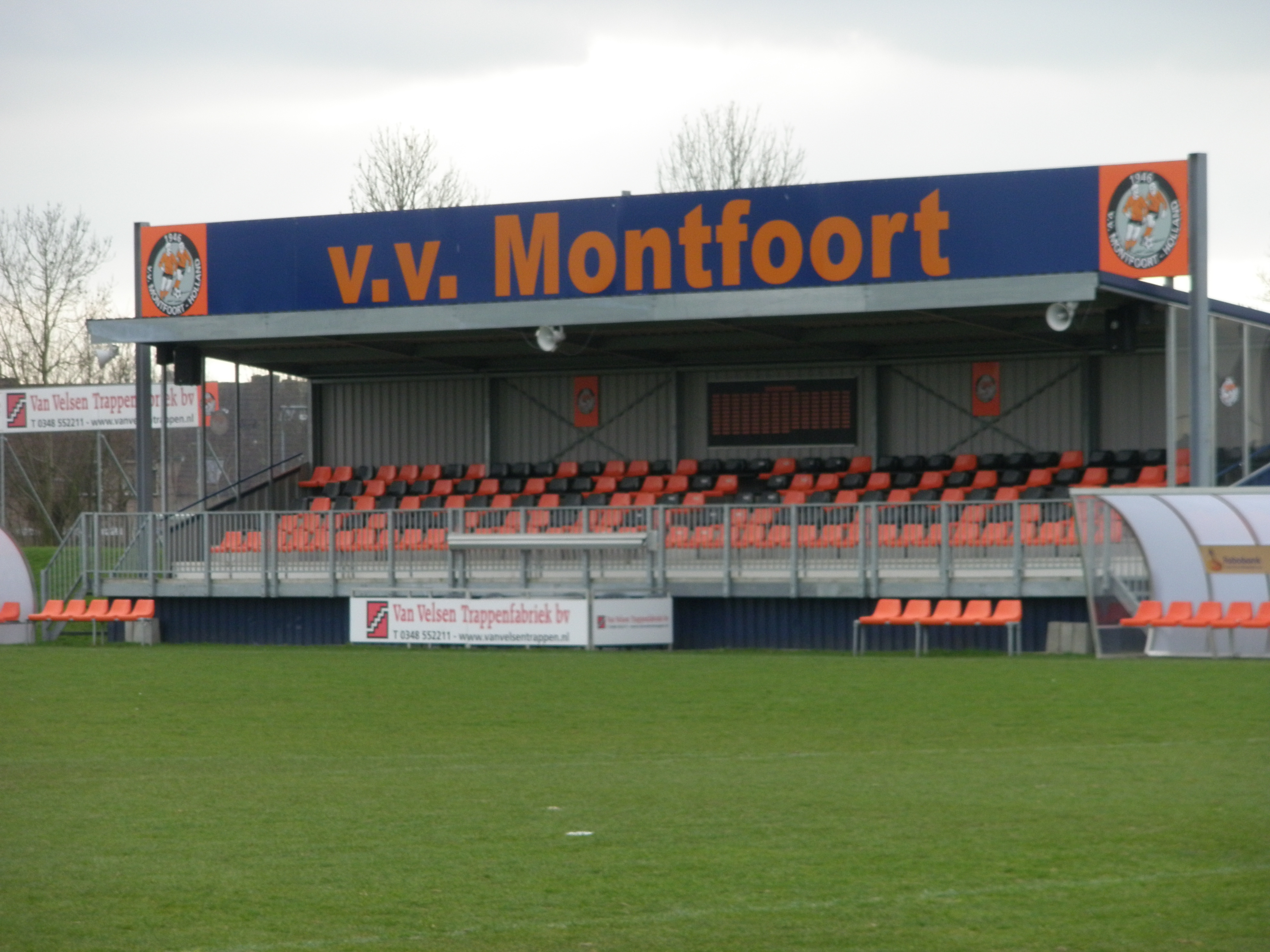
De tribune van VV Montfoort